# Kenjiro Nomura (Maler)
Kenjiro Nomura (japanisch 野村 建二郎 Nomura Kenjirō; * 1896 in Gifu, Gifu, Japan; † 1956 in Seattle, Washington) war ein japanisch-amerikanischer Maler, der für seine Beiträge zur Kunstszene im pazifischen Nordwesten der USA bekannt ist.

## Leben
Kenjiro Nomura wurde 1896 in Gifu, Japan geboren und wanderte 1907 mit seiner Familie in die Vereinigten Staaten aus, wo sie sich in Tacoma, Washington niederließen. Als seine Eltern nach Japan zurückkehrten, blieb Nomura in den USA und ließ sich in Seattle nieder. Dort gründete er ein Geschäft für Schildermalerei und begann, sich in der Kunstszene zu etablieren. In den 1920er und 1930er Jahren erlangte Kenjiro Nomura Anerkennung für seine modernen Darstellungen von Stadtlandschaften und ländlichen Szenen im Nordwesten der USA. Seine Werke wurden in regionalen und nationalen Ausstellungen gezeigt, unter anderem im Seattle Art Museum und im Museum of Modern Art in New York.
Während des Zweiten Weltkriegs wurde Kenjiro Nomura wie viele japanischstämmige Amerikaner in Internierungslagern festgehalten. Trotz dieser schwierigen Umstände schuf er über hundert Gemälde, Zeichnungen und Skizzen, die das Leben in den Lagern dokumentieren. Nach dem Krieg kehrte Kenjiro Nomura nach Seattle zurück und setzte seine künstlerische Tätigkeit fort, wobei er sich zunehmend der abstrakten Malerei zuwandte. Er starb 1956 in Seattle.

## Werk
Kenjiro Nomuras künstlerisches Werk umfasst verschiedene Phasen, von frühen Darstellungen städtischer und ländlicher Szenen über Dokumentationen des Lebens in Internierungslagern bis hin zu abstrakten Kompositionen in seinen späteren Jahren. Seine Arbeiten spiegeln sowohl seine persönliche Geschichte als auch die Erfahrungen der japanisch-amerikanischen Gemeinschaft wider.